# Concerto per pianoforte e orchestra n. 20 (Mozart)
Il Concerto per pianoforte e orchestra n. 20, KV 466, in Re minore, è uno dei più noti concerti di Wolfgang Amadeus Mozart.

## Storia
Nel 1781 Mozart si era trasferito a Vienna dove l'arcivescovo Colloredo aveva richiesto perentoriamente la sua presenza. Dopo aver ottenuto la risoluzione dagli obblighi da lui assunti come membro della Cappella arcivescovile pochi mesi più tardi, il compositore scrisse, nell'arco di pochi anni, ben dieci concerti per pianoforte e orchestra; terminò la stesura del concerto in Re minore il 10 febbraio 1785. Il giorno successivo lo eseguì come solista a Vienna in uno dei suoi concerti per abbonamento alla Sala Mehlgrube che ottenne, come sempre a quel tempo, molto successo. La tradizione vuole che Mozart abbia distribuito agli orchestrali le copie appena trascritte dell'ultimo movimento nel momento stesso in cui stava per iniziare l'esecuzione. Al concerto prese parte anche il padre di Mozart, Leopold, appositamente venuto da Salisburgo per trovare il figlio.

## Struttura
Il concerto è composto da tre movimenti:
1. Allegro (4/4, Re minore)
2. Romanza (2/2, Si bemolle maggiore)
3. Rondò. Allegro assai (2/2, Re minore)

La tonalità di impianto, Re minore, è una delle predilette dal musicista per le sue composizioni più drammatiche. Mozart utilizza infatti la tonalità di Re minore nel Requiem, nel Kyrie K 341 e nel Don Giovanni. Altre importanti composizioni di Mozart nella stessa tonalità sono i due quartetti per archi KV 173 e KV 421.
Non sono pervenute cadenze autografe. Le cadenze di più frequente ascolto sono quelle di Beethoven e Brahms.

## Analisi

### Allegro
Il movimento iniziale è un Allegro in 4/4 nella tonalità di Re minore. Mozart rinuncia qui alla facile identificabilità dei temi, sia di quelli principali che quelli secondari, per ricavarne del materiale musicale quasi essenziale, meglio utilizzabile in una costruzione di concezione architettonica. Mozart rispetta la tradizionale Forma sonata, ma non manca di giocarci e tenderne l'articolazione fino ai limiti.
Il primo tema è costituito per la prima metà dalla ribattitura di una singola nota che comincia in levare (ossia in sincope), per poi discostarsene assai poco nella seconda metà; il tema è affidato agli archi e trattato alla stregua di un tenor bachiano. Su questo si innesta l'arpeggio degli archi bassi che costituisce la cellula più immediatamente riconoscibile di questo movimento. Mozart sa perfettamente l'effetto che otterrà sul pubblico; la tonalità cupa, la dissimulazione del tema principale e l'accentrare l'attenzione sull'arpeggio dei bassi immerge immediatamente in un clima oscuro e ossessivo che inchioda l'ascoltatore fin dai primi secondi. Il profilo basso del primo tema, e di contro la facilità con cui si imprime l'arpeggio dei bassi, consentono a Mozart di utilizzare questo secondo spunto tematico come elemento chiave per i passaggi da una sezione all'altra del movimento.
Mozart forza i rapporti di peso tra le parti tematiche della sonata. Le due sezioni di passaggio: il "ponte modulante" fra il primo e il secondo tema e le "codette" successive a questo, acquistano importanza e spazio quasi come autonome sezioni di "sviluppo", con l'utilizzo di iterazioni di materiale tematico già proposto e di spunti tematici nuovi. Il secondo tema, soprattutto viene sacrificato nell'"esposizione" e diventa un breve e disperato interludio lirico in un quadro di grande drammaticità. La "codetta" più ancora del "ponte modulante" giunge a tensioni inaudite sino a questo momento. Qui una dinamica feroce fatta di scale ascendenti e discendenti, di note tenute e note ribattute di crescendo a forte che sono seguiti da silenzi che danno le vertigini in un gioco di iterazioni, contrapposizioni e sovrapposizioni, porta al momento di maggior tensione dell'"esposizione". Mozart risolve le tensioni con una sorprendente smorzatura, richiudendosi in un lirismo intimo che permette al pianoforte di introdursi con una melodia all'apparenza del tutto nuova ma (e qui sta la forzatura formale più sorprendente e geniale) che si scoprirà nel "da capo" come la conclusione del secondo tema, ritrovando la sua collocazione naturale.
Le peculiarità della Forma-sonata applicata al concerto gli permettono di trasformare il "da capo" dell'"esposizione" lo "sviluppo" e la "ripresa" come occasioni per elaborare variazioni sul principale materiale tematico dell'"esposizione".
Dramma, "movimento" nell'etimo originale greco. Mozart costruisce questo primo tempo del concerto su tensioni drammatiche e di contrapposizione tra pieni e vuoti, tenebra e luce. I temi si susseguono rincorrendosi, incastrandosi, sovrapponendosi. A scale ed arpeggi ascendenti si contrappongono e sovrappongono precipitosi movimenti discendenti. A "tutti" orchestrali in "forte" (il "fortissimo" verrà introdotto solo da Beethoven), si contrappongono attimi di silenzio abissale, come all'apice della "codetta", o a momenti lirici struggenti come nel passaggio tra questa e l'introduzione solistica al "da capo" o tra il "passaggio modulante" e il secondo tema. In altri momenti linee melodiche appena accennate in una sezione precedente assumono rilievo e vengono definite nella loro autentica importanza nel gioco delle variazioni nelle sezioni successive, come la linea melodica discendente affidata ai contrabbassi che chiude l'esposizione del primo tema, che viene ripresa con una violenza inaudita dalla mano sinistra del pianoforte nella ripresa.
La coda interrompe la ripresa del momento di tensione più alta già ascoltato nella "codetta" dell'esposizione, e con un'improvvisa smorzata, si chiude in un'atmosfera di cupa meditazione sull'arpeggio ossessivo degli archi bassi che apre il concerto, imprimendo un impianto circolare alla composizione, un moto perpetuo, il fluire ed il tornare eterno di un pensiero assillante.

### Romanza
Il secondo movimento è un Andante in 2/2 in forma ABACA. Come fa spesso, qui Mozart gioca di contrasti, espliciti e mascherati. Il primo è con il carattere del movimento che lo ha preceduto. Nell'inizio del secondo movimento il tema è sereno, apparentemente idilliaco e la tonalità solare (Si bemolle maggiore) lo conferma. È il tempo scelto (2/2) che ci fornisce il primo indizio sulle intenzioni dell'autore. A differenza di altri pezzi di grande lirismo il tempo non è un morbido ternario (3/4, 6/8), né un 4/4 con il suo respiro ampio ed il suo alternarsi di “battere” forti e smussati, ma un marziale 2/2. Il tema principale viene esposto dal solista, ripreso poco dopo dall'orchestra, passa dall'una all'altro con la solita maestria orchestrale mozartiana. Il secondo tema si presenta immediatamente con un salto di ottava ed intervalli ampi si ritrovano in tutto il suo svolgimento. È questo espediente più volte iterato che Mozart usa per costruire tensioni armoniche in crescendo che portano al minore e ad atmosfere già distanti dal primo tema. Con grazia sorprendente Mozart torna quindi sul primo tema per la seconda sezione.
La terza sezione tematica precipita in minore, e questa volta con una serie di scale forsennate che richiamano alcuni passaggi dello sviluppo del primo movimento. Gli accordi verticali in “forte” (bisognerà aspettare Beethoven per i primi fortissimo) marcano di brusche fermate e riprese il rincorrersi delle scale.
Un arpeggio rallentato e un arabesco riportano al tema principale che chiude questa pagina in un finto clima di riconciliazione, aprendo al frenetico finale.

### Rondò. Allegro assai
Il Rondò conclusivo, in forma ABACABA, è caratterizzato da vivaci contrasti. Mozart usa ancora il 2/2 del secondo movimento, ma in tempo di Allegro assai. Per l'incipit usa il cosiddetto razzo di Mannheim: una sequenza di note veloci in crescendo che culminano su una nota lunga con un passaggio di basso ostinato molto forte. L'esposizione affidata al pianoforte è seguita immediatamente dall'orchestra che anziché limitarsi ad un accapo, si getta immediatamente in uno dei più precipitosi fugati della letteratura mozartiana.
Quando ricompare il pianoforte con la seconda sezione del tema, introduce un primo ingannevole accenno di respiro per ricadere immediatamente nella frenesia del primo tema questa volta con una scrittura d'assieme.
Il secondo tema in Fa maggiore pur mantenendo la frenesia delle continue scale ascendenti e discendenti ci porta in un clima sereno, quasi scherzoso, che si chiude con una prima cadenza solistica (non autografa) che ci riporta alla ripresa del primo tema. Qui Mozart precorre ancora una volta i tempi, dopo un'esposizione magistralmente abbreviata che bypassa il fugato orchestrale, utilizza la seconda sezione del primo tema per lanciarsi un'autentica sezione di sviluppo, la piccola "turcheria" costituita dal 3° tema è incastonata in questo ampio sviluppo del primo e con esso costituisce in sostanza in un'unica sezione senza soluzione di continuità, che culmina con una più ampia cadenza solistica (anche questa non lasciataci da Mozart, ma affidata all'improvvisazione dell'interprete come prassi per i concerti più elaborati). L'utilizzo delle tre sezioni centrali del Rondo' "ACA" come corpus unico di sviluppo ci porta direttamente alla forma romantica del Rondò-sonata. Finita la cadenza ricompare il secondo tema, caratterizzato quasi burlescamente dall'accompagnamento affidato ai fiati a partire dai fagotti. Il pianoforte ora dialoga, scherza con l'orchestra e porta ad una sfolgorante chiusura del concerto in un inatteso Re maggiore.

## Influenze
"Opera ponte", "opera preromantica": così viene sovente definito questo concerto. In realtà queste definizioni partono da un punto di vista falsato che è quello “a posteriori” tipico di una visione storiografica che tende a classificare opere ed eventi in riferimento a periodi o movimenti spesso più definiti nella visione di chi scrive da critico o da storico che agli occhi del compositore o dei suoi contemporanei. Mozart non fu compositore Romantico, eppure fu un modello a cui il romanticismo musicale spesso guardò. Movimenti di poco precedenti al Romanticismo ma che non ebbero simili dimensioni vengono definiti comunemente “preromantici”. Così fu per lo Sturm und Drang tedesco di cui Mozart non è ricordato come un esponente di rilievo in ambito musicale perché sopravvisse 18 anni alle sue opere ascrivibili a questo genere (la Sinfonia K 183 in sol minore, i concerti per fagotto, per flauto, per violino ecc. ecc), e in quei 18 anni rivoluzionò completamente il panorama musicale. Lo Sturm und Drang non nacque in “previsione” del Romanticismo, ma in relazione alle istanze sociali politiche e culturali della seconda metà del Settecento.
L'importanza nella storia della musica del Concerto KV 466 è notevole. La sua influenza, evidente in alcune opere (come nel Concerto per pianoforte e orchestra n. 1 di Brahms), attraversa tutto l'Ottocento e si estende sino al XX secolo. Il KV 466 è tutt'oggi uno dei concerti per pianoforte di Mozart più eseguiti e amati, assieme al KV 488. Fu il concerto preferito da Beethoven, autore di una cadenza per questo concerto che viene a tutt'oggi eseguita dalla maggior parte degli interpreti. 

### I concerti successivi
Nei Concerti di Mozart assistiamo ad una sconvolgente evoluzione non solo delle dimensioni dell'orchestra, ma anche nei timbri, nel rapporto tra le varie parti dell'orchestra e nel carattere dell'opera, che da intrattenimento virtuosistico si teatralizza divenendo discorso, narrazione, azione drammatica.
Dopo il Concerto K 466 Mozart comporrà altri sette concerti per pianoforte e orchestra. Nel K 467, nel K 482, nel K 488 e nel K 491 Mozart prosegue sulla strada della sperimentazione, trovando combinazioni ed approcci sempre originali. Tra il K 491 e l'ultimo dei concerti mozartiani, il K 595, passano cinque anni, nei quali Mozart comporrà due soli altri concerti per pianoforte: il K 503 e il K 537. Entrambi questi concerti hanno un carattere più brillante ed estroverso dei cinque precedenti: sono scritti infatti per le celebrazioni di due occasioni mondane (il secondo fu composto per i festeggiamenti in onore dell'incoronazione dell'imperatore Leopoldo II d'Asburgo-Lorena). L'ultimo concerto per pianoforte, il K 595, composto l'anno precedente alla morte, è invece un capolavoro scritto nello stile intimo e diafano tipico delle migliori pagine degli ultimi anni del compositore.